# NGC 1495
NGC 1495 is een spiraalvormig sterrenstelsel in het sterrenbeeld Slingeruurwerk. Het hemelobject werd op 24 oktober 1835 ontdekt door de Britse astronoom John Herschel.

## Synoniemen
- PGC 14190
- ESO 249-34
- MCG -7-9-4
- AM 0356-443
- IRAS 03567-4436